# Eunica magnipunctata
Eunica magnipunctata är en fjärilsart som beskrevs av Talbot 1928. Eunica magnipunctata ingår i släktet Eunica och familjen praktfjärilar. Inga underarter finns listade i Catalogue of Life.